# Тресоруково
Тресоруково — село в Лискинском районе Воронежской области. Административный центр Тресоруковского сельского поселения.

## География
По западной окраине села протекает река Хворостань.

### Улицы
| - ул. Гагарина 1-я - ул. Гагарина 2-я - ул. Кирова - ул. Красноармейская 1-я - ул. Красноармейская 2-я - ул. Лазо - ул. М. Горького - ул. Мира | - ул. Набережная - ул. Почтовая - ул. Садовая - ул. Советская - ул. Тимирязева - ул. Чапаева - пер. Мира |

## История
Тресоруково основали староверы в 1768 году. Первый переселенец был дед по прозвищу Трясорукий со своей семьей, около реки Хворостань построил дом .Через год к нему присоединилась целая община староверов из северных уездов. В 1812 году гонимые Наполеоном московские крестьяне пришли и осели на этом месте.

## Достопримечательности
Троице-Сергиевский храм расположен на возвышенном участке на окраине села. 8 ноября 2009 года освящен митрополитом Воронежским и Борисоглебским Сергием. Строительство церкви велось с 1896 г. по 1908 г., на месте сгоревшей в 1891 г. деревянной церкви с колокольней (1777 г.), время закрытия - 1930-е годы, начало реставрации- 1991 г..
В селе также проживает большая община староверов, строится отдельный храм.

## Население
| 1859 | 1897  | 2010  |
| ---- | ----- | ----- |
| 2708 | ↗2832 | ↘1135 |